# Nipponentomon uenoi
Nipponentomon uenoi är en urinsektsart som beskrevs av Imadaté och Riozo Yosii 1959. Nipponentomon uenoi ingår i släktet Nipponentomon och familjen lönntrevfotingar.

## Underarter
Arten delas in i följande underarter:
- N. u. uenoi
- N. u. paucisetosum